# République de Serbie (1990-2006)
1990–2006
Entités précédentes :
- République socialiste de Serbie (RFSY)

Entités suivantes :
- Serbie

La république de Serbie (en serbo-croate Република Србија / Republika Srbija) était un État fédéré de la république fédérative socialiste de Yougoslavie entre  1990 et 1992 puis de la république fédérale de Yougoslavie jusqu'en 2003. La fédération est alors remplacée par la communauté d'États de Serbie-et-Monténégro, aussi appelée « Union des États de la Serbie et du Monténégro ». En 2006, la république du Monténégro décide de faire sécession : les deux États sont depuis indépendants, en tant que république de Serbie et Monténégro.